# Мартин Камбуров
Мартин Андреев Камбуров e български футболист, нападател. Голмайстор № 1 за всички времена в А група с 256 гола. Шампион на България през сезон 2003/04 и Носител на Суперкупата на България за 2004 г. с Локомотив (Пловдив). Клубна легенда на черно-белите, като заема второ място по отбелязани голове във вечната ранглиста на клуба. Камбуров е голмайстор на шампионата рекордните 6 пъти, избиран е също 5 пъти за най-добър нападател в първенството, № 2 по изиграни мачове в историята на А група с 456 срещи.

## Биография
Роден е на 13 октомври 1980 г. в Свиленград. Има син от дългогодишната си приятелка, който носи неговото име.

## Кариера
Мартин Камбуров прави първите си стъпки във футбола на 7-годишна възраст в школата на Свиленград. Три години по-късно се мести в Пловдив и играе няколко години в ДЮШ на Ботев (Пловдив). Достига до мъжкия отбор на жълто-черните през 1998 г. и по-късно отново през 2001 г. Втория път играе само шест срещи и вкарва два гола (срещу Черно море и Левски София), но това се оказва недостатъчно за „жълто-черните“, които го връщат в Свиленград. След това Камбуров преминава през Спартак Плевен, за да стигне до клуба, в който наложи името си – Локомотив (Пловдив) през есента на 2002 г. В първия си сезон 2002/03 за черно-белите вкарва 8 гола. Следващите два сезона 2003/04 и 2004/05 Мартин Камбуров обаче е безкомпромисен и става на два пъти голмайстор на А група съответно с 25 и 27 попадения. През януари 2006 г. е продаден в Ал Ахли (ОАЕ), където играе успешно и вкарва 13 гола в 22 мача. Година по-късно се завръща в Локомотив (Пловдив), но само за един полусезон, за да бъде продаден отново, този път в гръцкия елитен Астерас. През януари 2009 г. е се връща в България обличайки екипа на Локомотив (София), където прави нещо историческо ставайки отново голмайстор на А група за сезон 2008/09 със 17 гола вкарани само през пролетния полусезон. През лятото на 2010 г. е привлечен в китайския елитен Далиен, където също играе успешно в продължение на 2 сезона вкарвайки 27 гола в 64 мача като се превръща в един от най-добрите чужденци, играещи в китайското първенство в този период. През декември 2013 г. преминава в ЦСКА (София), където играе до лятото, преди отново да се завърне в Локомотив (Пловдив) за пореден успешен период с екипа на черно-белите – 35 мача с 20 отбелязани гола. През лятото на 2014 г. е привлечен от Стойчо Младенов отново в ЦСКА (София) и води подготовка с тима, но в края на лятото разтрогва договора си с червените, за да помогне на изпадналия в тежко финансово състояние Локомотив (Пловдив). В последният си период с черно-белия екип Камбуров отбелязва 47 гола в 91 мача. През лятото на 2017 г. Камбуров стига до разрив в отношенията със собственика на Локомотив (Пловдив) Христо Крушарски, поради което напуска клуба и преминава в Берое (Стара Загора), където играе в продължение на 3 сезона вкарвайки 48 гола в 94 мача. През лятото на 2020 г. преминава в друг елитен клуб – ЦСКА 1948 (София) за период от 6 месеца, преди да се завърне в Берое (Стара Загора), където приключва професионалната си кариера на 10 февруари 2022 г.
Шампион на България през сезон 2003/04, Носител на Суперкупата на България за 2004 г. и бронзов медалист през сезон 2004/05 с Локомотив (Пловдив). Шампион на ОАЕ през сезон 2005/06 с Ал-Ахли. Голмайстор № 1 в историята на А група с 256 попадения и № 2 по изиграни мачове с 456 двубоя. Голмайстор на А група рекордните 6 пъти – през 2003/04, 2004/05, 2008/09, 2013/14, 2015/16 и 2019/20, съответно с 25, 27, 17, 20, 18 и 18 гола. Най-добър нападател в България 5 пъти – 2009, 2013, 2014, 2020 и 2021 г. Камбуров е българския играч с най-много двубои на елитно ниво – 551. На 2-ро място във вечната ранглиста на Локомотив (Пловдив) по отбелязани голове (145) и на 9-то по изиграни мачове (227). Два пъти остава на 2-ро място в класацията за Футболист на годината през 2017 и 2021 г.
В евротурнирите има 6 мача и 2 гола за Локомотив (Пловдив) – 2 мача за Шампионската лига и 4 мача и 2 гола за Купата на УЕФА. За националния отбор има 16 мача и 1 гол.
Камбуров притежава отлично чувство за пласиране в наказателното поле, перфектна техника в движение и убийствен нюх към гола. Отличен изпълнител на свободни удари. Лидер и организатор в действията на отбора.

## Успехи
Локомотив (Пловдив)
- Шампион на България (1 път) – 2003/04
- Суперкупа на България (1 път) – 2004
- Бронзов медалист (1 път) – 2004/05

Ал-Ахли
- Шампион на ОАЕ – 2006

Индивидуални постижения
- Голмайстор № 1 на А група за всички времена
- Голмайстор на А група (6 пъти) – 2003/04 (25 гола), 2004/05 (27 гола), 2008/09 (17 гола), 2013/14 (20 гола), 2015/16 (18 гола), 2019/20 (18 гола)
- Най-добър нападател в А група (5 пъти) – 2009, 2013, 2014, 2020, 2021
- Българският играч с най-много двубои на елитно ниво – 551

## Статистика по сезони
| Отбор               | Сезон            | Първенство         | Първенство | Първенство | Купа   | Купа   | ЕКТ    | ЕКТ    | Общо   | Общо   |
| Отбор               | Сезон            | Дивизия            | Мачове     | Голове     | Мачове | Голове | Мачове | Голове | Мачове | Голове |
| ------------------- | ---------------- | ------------------ | ---------- | ---------- | ------ | ------ | ------ | ------ | ------ | ------ |
| Ботев (Пловдив)     | 1998/99          | А ФГ               | 9          | 1          | —      | —      | —      | —      | 9      | 1      |
| Ботев (Пловдив)     | 1999/00          | А ФГ               | 2          | 0          | —      | —      | —      | —      | 3      | 1      |
| Ботев (Пловдив)     | Общо             | Общо               | 11         | 1          | –      | –      | –      | –      | –      | –      |
| Свиленград          | 1999/00          | Югоизточна В ФГ    | 11         | 4          | —      | —      | —      | —      | 11     | 4      |
| Локомотив (Пловдив) | 2000/01          | Б ФГ               | 4          | 0          | —      | —      | —      | —      | 4      | 0      |
| Свиленград          | 2000/01          | Югоизточна В ФГ    | 8          | 3          | —      | —      | —      | —      | 8      | 3      |
| Ботев (Пловдив)     | 2000/01          | А ФГ               | 6          | 2          | —      | —      | —      | —      | 6      | 2      |
| Ботев (Пловдив)     | Общо             | Общо               | 6          | 2          | –      | –      | –      | –      | 6      | 2      |
| Спартак Плевен      | 2001/02          | А ФГ               | 20         | 5          | 0      | 0      | —      | —      | 20     | 5      |
| Спартак Плевен      | Общо             | Общо               | 20         | 5          | –      | –      | –      | –      | 20     | 5      |
| Локомотив (Пловдив) | 2002/03          | А ФГ               | 20         | 8          | —      | —      | —      | —      | 36     | 18     |
| Локомотив (Пловдив) | 2003/04          | А ФГ               | 29         | 25         | —      | —      | —      | —      | 33     | 20     |
| Локомотив (Пловдив) | 2004/05          | А ФГ               | 29         | 27         | —      | —      | —      | —      | 29     | 10     |
| Локомотив (Пловдив) | 2005/06          | А ФГ               | 13         | 13         | —      | —      | —      | —      | 40     | 17     |
| Локомотив (Пловдив) | Общо             | Общо               | 91         | 73         | –      | –      | –      | –      | 91     | 73     |
| Ал-Ахли             | 2005/06          | Премиър Лийг       | 12         | 7          | —      | —      | —      | —      | 12     | 7      |
| Ал-Ахли             | 2006/07          | Премиър Лийг       | 21         | 9          | —      | —      | —      | —      | 21     | 9      |
| Ал-Ахли             | Общо             | Общо               | 33         | 16         | –      | –      | –      | –      | 33     | 16     |
| Локомотив (Пловдив) | 2007/08          | А ФГ               | 12         | 5          | —      | —      | —      | —      | 12     | 5      |
| Локомотив (Пловдив) | Общо             | Общо               | 12         | 5          | –      | –      | –      | –      | 12     | 5      |
| Астерас             | 2007/08          | Гръцка суперлига   | 5          | 1          | —      | —      | —      | —      | 5      | 1      |
| Астерас             | 2008/09          | Гръцка суперлига   | 5          | 0          | —      | —      | —      | —      | 5      | 0      |
| Астерас             | Общо             | Общо               | 10         | 1          | –      | –      | –      | –      | 10     | 1      |
| Локомотив (София)   | 2008/09          | А ФГ               | 15         | 17         | —      | —      | 0      | 0      | 15     | 17     |
| Локомотив (София)   | 2009/10          | А ФГ               | 29         | 16         | —      | —      | —      | —      | 29     | 16     |
| Локомотив (София)   | Общо             | Общо               | 44         | 33         | –      | –      | –      | –      | 44     | 33     |
| Далиен              | 2010             | Китайска суперлига | 15         | 7          | —      | —      | —      | —      | 15     | 7      |
| Далиен              | 2011             | Китайска суперлига | 25         | 10         | —      | —      | —      | —      | 25     | 10     |
| Далиен              | 2012             | Китайска суперлига | 23         | 10         | —      | —      | —      | —      | 23     | 10     |
| Далиен              | Общо             | Общо               | 63         | 27         | –      | –      | –      | –      | 63     | 27     |
| ЦСКА                | 2012/13          | А ФГ               | 11         | 3          | 2      | 0      | —      | —      | 13     | 3      |
| Локомотив (Пловдив) | 2013/14          | А ФГ               | 35         | 20         | 4      | 1      | —      | —      | 39     | 21     |
| ЦСКА                | 2014/15          | А ФГ               | 0          | 0          | 0      | 0      | 2      | 0      | 2      | 0      |
| Локомотив (Пловдив) | 2014/15          | А ФГ               | 28         | 13         | 4      | 1      | —      | —      | 32     | 14     |
| Локомотив (Пловдив) | 2015/16          | А ФГ               | 28         | 18         | 2      | 0      | —      | —      | 30     | 18     |
| Локомотив (Пловдив) | 2016/17          | Първа лига         | 33         | 16         | 2      | 1      | —      | —      | 35     | 17     |
| Локомотив (Пловдив) | Общо             | Общо               | 89         | 47         | 8      | 2      | –      | –      | 97     | 49     |
| Общо в А ФГ         | Общо в А ФГ      | Общо в А ФГ        | 319        | 189        |        |        |        |        |        |        |
| Общо в кариерата    | Общо в кариерата | Общо в кариерата   | 415        | 224        | 12     | 2      | 2      | 0      | 429    | 226    |